# Clásica de Almería 2024 (mannen)
De 37e editie van de wielerwedstrijd Clásica de Almería vond plaats op 11 februari 2024. De wedstrijd startte in Puebla de Vícar en finishte ruim 192 kilometer later in  Roquetas de Mar. De wedstrijd maakte deel uit van de UCI ProSeries, met de categorie 1.Pro. Olav Kooij won de wedstrijd in een massasprint.

## Uitslag
| Plaats  | Naam                     | Ploeg               | Tijd     |
| ------- | ------------------------ | ------------------- | -------- |
| Winnaar | Olav Kooij               | Visma\|Lease a Bike | 4u11'29" |
| 2       | Matteo Moschetti         | Q36.5               | z.t.     |
| 3       | Matteo Trentin           | Tudor               | z.t.     |
| 4       | Arnaud De Lie            | Lotto Dstny         | z.t.     |
| 5       | Gerben Thijssen          | Intermarché-Wanty   | z.t.     |
| 6       | Milan Fretin             | Cofidis             | z.t.     |
| 7       | Jason Tesson             | TotalEnergies       | z.t.     |
| 8       | Jordi Meeus              | BORA-hansgrohe      | z.t.     |
| 9       | Lewis Askey              | Groupama-FDJ        | z.t.     |
| 10      | Wout van Aert            | Visma\|Lease a Bike | z.t.     |
| 11      | Arnaud Démare            | Arkéa-B&B Hotels    | z.t.     |
| 12      | Noah Hobbs               | Groupama-FDJ        | z.t.     |
| 13      | Robin Froidevaux         | Tudor               | z.t.     |
| 14      | Davide Cimolai           | Movistar            | z.t.     |
| 15      | Iván García              | Movistar            | z.t.     |
| 16      | Jon Aberasturi           | Euskaltel-Euskadi   | z.t.     |
| 17      | Sebastián Mora           | Burgos-BH           | z.t.     |
| 18      | Dries Van Gestel         | TotalEnergies       | z.t.     |
| 19      | Francisco Galván         | Kern Pharma         | z.t.     |
| 20      | Andoni López de Abetxuko | Euskaltel-Euskadi   | z.t.     |

Mannen: 1988 · 1989 · 1990 · 1991 · 1992 · 1993 · 1994 · 1995 · 1996 · 1997 · 1998 · 1999 · 2000 · 2001 · 2002 · 2003 · 2004 · 2005 · 2006 · 2007 · 2008 · 2009 · 2010 · 2011 · 2012 · 2013 · 2014 · 2015 · 2016 · 2017 · 2018 · 2019 · 2020 · 2021 · 2022 · 2023 · 2024 · 2025
Vrouwen: 2023 · 2024 · 2025
Ronde van Valencia ·
Figueira Champions Classic ·
Ronde van Oman ·
Clásica de Almería ·
Ronde van de Algarve ·
Ruta del Sol ·
Ardèche Classic ·
Drôme Classic ·
Kuurne-Brussel-Kuurne ·
Trofeo Laigueglia ·
Nokere Koerse ·
Milaan-Turijn ·
GP Denain ·
Bredene Koksijde Classic ·
Grote Prijs Miguel Indurain ·
Scheldeprijs ·
Brabantse Pijl ·
Ronde van de Alpen ·
Ronde van Turkije ·
Grote Prijs van Plumelec ·
Tro Bro Léon ·
Ronde van Hongarije ·
Vierdaagse van Duinkerke ·
Boucles de la Mayenne ·
Ronde van Noorwegen ·
Circuit Franco-Belge ·
Brussels Cycling Classic ·
Dwars door het Hageland ·
Ronde van België ·
Ronde van Slovenië ·
Ronde van het Qinghaimeer ·
Ronde van Wallonië ·
Arctic Race of Norway ·
Ronde van Burgos ·
Ronde van Denemarken ·
Ronde van Duitsland ·
Maryland Cycling Classic ·
Ronde van Groot-Brittannië ·
Grote Prijs van Fourmies ·
GP Industria & Artigianato-Larciano ·
Coppa Sabatini ·
Grote Prijs van Wallonië ·
Ronde van Luxemburg ·
Super 8 Classic ·
Ronde van Langkawi ·
Ronde van het Münsterland ·
Ronde van Emilia ·
Parijs-Tours ·
Coppa Bernocchi ·
Ronde van de Drie Valleien ·
Ronde van Piemonte ·
Ronde van het Taihu-meer ·
Ronde van Veneto ·
Japan Cup ·
Veneto Classic